# Patinatge artístic als Jocs Olímpics d'hivern de 1952 - Individual femení
En els Jocs Olímpics d'Hivern de 1952 celebrats a la ciutat d'Oslo (Noruega) es realitzà una competició de patinatge artístic sobre gel en categoria femenina. La competició se celebrà entre els dies 16 i 17 de febrer de 1952 a l'Estadi Olímpic d'Oslo.

## Comitès participants
Hi participaren un total de 25 patinadores de 13 comitès nacionals diferents:
| - Alemanya (3) - Austràlia (1) - Àustria (2) - Canadà (3) - Estats Units (3) - Finlàndia (1) - França (1) |  | - Hongria (1) - Itàlia (1) - Noruega (2) - Països Baixos (1) - Regne Unit (4) - Suïssa (2) |

## Resum de medalles
| Or                | Argent          | Bronze             |
| Jeannette Altwegg | Tenley Albright | Jacqueline du Bief |

## Resultats
r/m = posició per cada jutge; pc/9 = suma dels nous jutges (factor de decisió en negreta)
| Posició | Patinadora                 | CON           | r/m                               | pc/9 | punts  |
| ------- | -------------------------- | ------------- | --------------------------------- | ---- | ------ |
| 1       | Jeannette Altwegg          | Regne Unit    | 6x1 (4-2-1-1-1-1-1-1-2)           | 14   | 1455,8 |
| 2       | Tenley Albright            | Estats Units  | 5x2 (1-1-3-5-2-2-3-2-3)           | 22   | 1432,2 |
| 3       | Jacqueline du Bief         | França        | 7x3 (3-3-2-2-4-3-2-4-1)           | 24   | 1422,0 |
| 4       | Sonya Klopfer              | Estats Units  | 6x4 (2-5-4-4-3-4-4-5-5)           | 36   | 1391,7 |
| 5       | Virginia Baxter            | Estats Units  | 5x5 (5-4-7-9-5-6-7-3-4)           | 50   | 1369,9 |
| 6       | Suzanne Morrow             | Canadà        | 7x6 (6-6-6-8-8-5-5-6-6)           | 56   | 1344,0 |
| 7       | Barbara Wyatt              | Regne Unit    | 7x7 (7-7-5-6-6-9-9-7-7)           | 63   | 1335,4 |
| 8       | Gundi Busch                | Alemanya      | 6x8 (10-9-8-7-7-8-8-10-8)         | 75   | 1316,6 |
| 9       | Marlene Smith              | Canadà        | 5x9 (8-8-15-15-10-7-11-9-9)       | 92   | 1298,6 |
| 10      | Erika Kraft                | Canadà        | 5x10 (12-10-9-11-12-11-6-8-10)    | 89   | 1293,9 |
| 11      | Valda Osborn               | Regne Unit    | 8x11 (9-11-11-3-11-12-10-11-11)   | 89   | 1302,9 |
| 12      | Helga Dudzinski            | Alemanya      | 7x12 (11-14-10-10-9-13-12-12-12)  | 103  | 1284,9 |
| 13      | Vera Smith                 | Canadà        | 6x13 (13-15-12-13-13-10-14-14-13) | 117  | 1244,0 |
| 14      | Nancy Burley               | Austràlia     | 6x15 (18-12-13-16-15-18-15-13-15) | 135  | 1220,7 |
| 15      | Susy Wirz                  | Suïssa        | 6x16 (14-13-16-12-14-17-16-17-17) | 136  | 1220,2 |
| 16      | Annelise Schilhan          | Àustria       | 6x16 (16-16-17-18-17-14-13-15-14) | 140  | 1212,7 |
| 17      | Patricia Devries           | Regne Unit    | 7x17 (15-17-14-17-16-16-17-18-18) | 148  | 1195,3 |
| 18      | Yolande Jobin              | Suïssa        | 5x17 (17-18-18-14-18-15-19-16-16) | 151  | 1192,3 |
| 19      | Sissy Schwarz              | Àustria       | 7x20 (19-19-20-21-22-19-18-20-20) | 178  | 1141,9 |
| 20      | Leena Pietilä              | Finlàndia     | 5x20 (20-20-22-19-23-20-21-19-21) | 185  | 1122,6 |
| 21      | Gweneth Molony             | Austràlia     | 6x21 (21-21-21-20-20-23-22-23-19) | 190  | 1119,1 |
| 22      | Alida Elizabeth Stoppelman | Països Baixos | 8x22 (22-22-19-22-21-21-23-21-22) | 193  | 1111,9 |
| 23      | Eszter Jurek               | Hongria       | 8x23 (23-23-23-24-19-22-20-22-23) | 199  | 1093,3 |
| 24      | Ingeborg Nilsson           | Noruega       | - (24-24-24-23-24-24-24-24-24)    | 215  | 1019,9 |
| -       | Bjørg Øien                 | Noruega       | retirada                          |      |        |